# Lebanon (Connecticut)
Lebanon város az USA Connecticut államában, New London megyében. Lakosainak száma 7142 fő (2020. április 1.).

## Népesség
A település népességének változása:

| 2010 | 7 308 |
| 2020 | 7 142 |